# 赫爾瓦采
赫爾瓦采（Hrvace）是克羅埃西亞的一座城鎮，位於克羅埃西亞東南部的達爾馬提亞地區，屬於斯普利特-達爾馬提亞縣。據2011年人口普查，這裡有人口3,617人，其中98%是克羅埃西亞人。